# Lisa Kudrow
Lisa Valerie Kudrow (Los Angeles, 30 de julho de 1963) é uma premiada atriz, comediante, diretora e produtora norte-americana, mais conhecida por interpretar Phoebe Buffay na sitcom Friends, pelo qual recebeu vários prémios, incluindo um Emmy e dois Prémios Screen Actors Guild. Longe da televisão, Kudrow já atuou em vários filmes de Hollywood. Incluindo Analyze This (1999), Dr. Dolittle 2 (2001), Happy Endings (2005), P.S. I Love You (2007), Bandslam (2008), Hotel for Dogs (2009) e Easy A (2010). Ao longo de sua carreira, ela recebeu nove indicações ao prêmio Emmy, doze indicações ao Prémios Screen Actors Guild e uma indicação ao Golden Globe.

## Biografia
Lisa estudou na Portola Middle School em Tarzana, Califórnia, e formou-se na Vassar College como bacharel em Biologia. Começou sua carreira em comédia como membro de um grupo teatral chamado "The Groundlings". Seu primeiro grande papel televisivo foi a excêntrica garçonete Ursula Buffay, do seriado "Mad About You". Isso abriu suas portas para o papel em Friends como a irmã de Ursula, Phoebe Buffay,  papel esse que a consagrou com um prémio Emmy em 1998 como melhor Atriz (coadjuvante/secundária) num seriado de comédia.
É casada com Michel Stern e tem um filho, Julian Murray (nascido em 7 de maio de 1998, no mesmo período em que a personagem Phoebe estava grávida dos trigémeos de seu irmão). Kudrow sempre falou publicamente que manteve-se virgem até seu casamento. Isso porque, segundo ela, sua mãe teria lhe ensinado desde cedo que sua virgindade seria um presente especial que poderia entregar a seu marido. Lisa é judia e é fluente em francês.
Na sua filmografia encontram-se Romy e Michele, O Oposto do Sexo, Máfia no Divã, entre outros.
Atualmente Lisa estrelou o seriado pela internet Web Therapy, onde interpretou "Fiona Wallice", uma terapeuta - como em todos seus papéis, excêntrica - que faz consultas on-line. Este seriado, que conta com quatro temporadas, teve participação de várias estrelas, como seus ex-companheiros de Friends, Courteney Cox e David Schwimmer.

## Filmografia

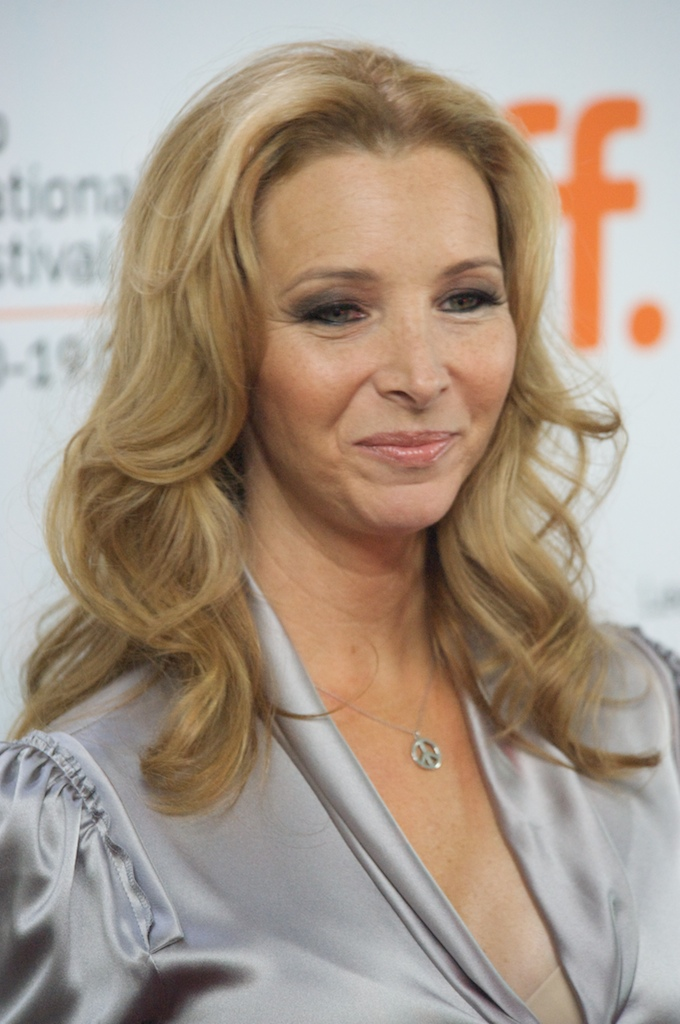
Kudrow em 2009 no Toronto International Film Festival.

### Filmes
| Ano  | Filme                                   | Personagem            | Notas |
| ---- | --------------------------------------- | --------------------- | --- |
| 1989 | L.A on $5 a Day                         | Charmer               | |
| 1989 | Married to the Mob                      |                       | |
| 1989 | Just Temporary                          | Nicole                | Telefilme |
| 1989 | Murder in High Places                   | Miss Stich            | Telefilme |
| 1991 | To the Moon, Alice                      | Friend of Perky Girl  | Telefilme |
| 1991 | The Unborn                              | Louisa                | |
| 1992 | Dance with Death                        | Millie                | |
| 1992 | In the Heat of Passion                  | Bank Teller           | |
| 1994 | In the Heat of Passion 2: Unfaithful    | Bank Teller           | |
| 1995 | The Crazysister                         | Adrian Wexler-Jones   | |
| 1996 | Mother                                  | Linda                 | |
| 1997 | Romy and Michele's High School Reunion  | Michele Weinberger    | Nomeada - Satellite Award for Best Actress – Motion Picture Musical or Comedy |
| 1997 | Clockwatchers                           | Paula                 | |
| 1997 | Hacks                                   | Reading Woman         | |
| 1998 | The Opposite of Sex                     | Lucia DeLury          | Nomeada - CFCA Award por Best Supporting Actress Ganhou - Chlotrudis Award for Best Supporting Actress Nomeada - American Comedy Award for Funniest Supporting Actress in a Motion Picture Nomeada - Independent Spirit Award for Best Supporting Female Ganhou - New York Film Critics Circle Award for Best Supporting Actress Nomeada - Online Film Critics Society Award for Best Supporting Actress NNomeada - Teen Choice Award for best hissy fit |
| 1999 | Analyze This                            | Laura MacNamara Sobel | Nomeada - American Comedy Award for Funniest Supporting Actress in a Motion Picture Ganhou - Blockbuster Entertainment Award for Favorite Supporting Actress - Comedy |
| 2000 | Hanging Up                              | Maddy Moell           | Ganhou- Teen Choice Award for best hissy fit |
| 2000 | Lucky Numbers                           | Crystal               | |
| 2001 | All Over the Guy                        | Marie                 | |
| 2001 | Dr. Dolittle 2                          | Ava                   | Voz |
| 2002 | Bark!                                   | Dr. Darla Portnoy     | |
| 2002 | Analyze That                            | Laura Sobel           | |
| 2003 | Marci X                                 | Marci Field           | |
| 2003 | Wonderland                              | Sharon Holmes         | |
| 2005 | Happy Endings                           | Mamie                 | |
| 2007 | Kabluey                                 | Leslie                | Nomeada - Satellite Award for Best Actress – Motion Picture Musical or Comedy |
| 2007 | P.S. I Love You                         | Denise                | |
| 2009 | Hotel for Dogs                          | Lois Scudder          | |
| 2009 | Powder Blue                             | Sally                 | |
| 2009 | Paper Man                               | Claire Dunn           | |
| 2009 | The Other Woman                         | Caroline              | |
| 2009 | Bandslam                                | Karen Burton          | |
| 2009 | Dirty Girl                              | Peggy                 | |
| 2010 | Easy A                                  | Mrs. Griffith         | |
| 2014 | Neighbors                               | Carol Gladstone       | |
| 2016 | El Americano: The Movie                 | Lucille               | Voz |
| 2016 | Neighbors 2: Sorority Rising            | Carol Gladstone       | |
| 2016 | The Girl on the Train                   | Martha                | |
| 2017 | Table 19                                | Bina Kepp             | |
| 2017 | The Boss Baby                           | Mrs. Templeton (voz)  | |
| 2018 | Lovesick Fool – Love in the Age of Like | Ozma (voz)            | Curta-metragem |
| 2019 | Long Shot                               | Katherine             | |
| 2019 | Booksmart                               | Charmaine Antsler     | |
| 2020 | Like a Boss                             | Shay Whitmore         | |
| 2021 | Friends: The Reunion                    | Phoebe Buffay         | Episódio especial de Friends |
| 2021 | The Boss Baby: Family Business          | Janice Templeton      | Voz |
| 2022 | Better Nate Than Ever                   | Heidi                 | |
| TBA  | The Parenting                           | Lisa                  | |

### Televisão
| Ano         | Série                            | Personagem                                                                     | Notas |
| ----------- | -------------------------------- | ------------------------------------------------------------------------------ | --- |
| 1989        | Married to the Mob               |                                                                                | Piloto |
| 1989        | Cheers                           | Emily                                                                          | Episódio: "Two Girls for Every Boyd"                                                                                  |
| 1990        | Newhart                          | Sada                                                                           | Episódio: "The Last Newhart"                                                                                          |
| 1990        | Life Goes On                     | Stellla                                                                        | Episódio: "Becca and the Band"                                                                                        |
| 1992        | Room for Two                     | Woman in Black                                                                 | Episódio: "Not Quite… Room for Two"                                                                                   |
| 1992–1999   | Mad About You                    | Ursula Buffay                                                                  | 23 episódios |
| 1993        | Flying Blind                     | Amy                                                                            | Episódio: "My Dinner with Brad Schimmel"                                                                              |
| 1993        | Bob                              | Kathy Fleisher                                                                 | Episódio: "Bob and Kaye and Jerry and Patty" Episódio: "Tell Them Willy Mammoth Is Here" Episódio: "The Entertainer"  |
| 1993–1994   | Coach                            | Lauren                                                                         | Episódio: "About Face" Episódio: "Like Father, Like Daughter"                                                         |
| 1994–2004   | Friends                          | Phoebe Buffay/Regina Phalange/Princess Consuela Banana-Hammock e Ursula Buffay | Elenco Fixo (Protagonista)                                                                                            |
| 1996        | Hope & Gloria                    | Phoebe Buffay                                                                  | Episódio: "A New York Story"                                                                                          |
| 1996        | Duckman: Private Dick/Family Man | Female Beta Maxians                                                            | Episódio: "The One with Lisa Kudrow in a Small Role"                                                                  |
| 1997        | Dr. Katz, Professional Therapist | Lisa                                                                           | Episódio: "Reunion"                                                                                                   |
| 1998        | The Simpsons                     | Alex Whitney                                                                   | Episódio: "Lard of the Dance"                                                                                         |
| 1998–1999   | Hercules: The Animated Series    | Aphrodite                                                                      | Episódio: "Hercules and the Big Kiss" Episódio: "Hercules and the Dream Date" Episódio: "Hercules and the Gorgon"     |
| 2001        | King of the Hill                 | Marjorie Pittman                                                               | Episódio: "The Exterminator"                                                                                          |
| 2001        | Blue's Clues                     | Dr. Stork                                                                      | Episódio: "The Baby's Here!"                                                                                          |
| 2004–2005   | Father of the Pride              | Foo-Lin                                                                        | Episódio: "What's Black and White and Depressed All Over?" Episódio: "The Siegfried and Roy Fantasy Experience Movie" |
| 2005        | The Comeback                     | Valerie Cherish                                                                | 13 episódios, Produtora e escritora                                                                                   |
| 2005        | Hopeless Pictures                | Sandy                                                                          | Episódio: "Episode #1.2" Episódio: "Episode #1.4"                                                                     |
| 2006        | American Dad!                    | The Ghost of Christmas Past                                                    | Episódio: "The Best Christmas Story Never"                                                                            |
| 2009        | Web Therapy                      | Fiona Wallice                                                                  | Web série, Produtora e escritora                                                                                      |
| 2010        | Cougar Town                      | Dr. Amy Evans                                                                  | Episódio: "Rhino Skin"                                                                                                |
| 2010 - 2022 | Who Do You Think You Are?        | Produtora                                                                      | 10 temporadas |
| 2013        | Scandal                          | Josie Marcus                                                                   | 3ª temporada, Atriz Recorrente, A Partir do Episódio 4                                                                |
| 2015        | BoJack Horseman                  | Wanda Pierce                                                                   | |
| 2016–2019   | Unbreakable Kimmy Schmidt        | Lori-Ann Schmidt                                                               | 3 episódios |
| 2017        | RuPaul's Drag Race               | Ela Mesma                                                                      | Participação Especial                                                                                                 |
| 2017        | Grace and Frankie                | Shereen                                                                        | 4ª Temporada, Atriz Recorrente.                                                                                       |
| 2020        | The Good Place                   | Hipátia de Alexandria                                                          | 4ª Temporada, Episódio "Patty"                                                                                        |
| 2020-2021   | Feel Good                        | Linda                                                                          | Elenco principal |
| 2020–2022   | Space Force                      | Maggie Naird                                                                   | Elenco recorrente |
| 2022        | Celebrity Iou                    | Ela mesma                                                                      | Convidada |
| 2024        | Time Bandits                     | Penelope                                                                       | Papel principal |
| 2024        | No Good Deed                     | Lydia Morgan                                                                   | Papel principal |